# Sartena
Sartena (o anche Sartene, originariamente Sarteni o Sartene; in francese Sartène /saʁˈtɛn/, in corso Sartè /sarˈtɛ/) è un comune di 3 244 abitanti situato nel dipartimento della Corsica del Sud nella regione della Corsica (Francia), sede di sottoprefettura dipartimentale (arrondissement di Sartena). Tutto all'interno del suo territorio comunale si trova il comune di Giuncheto.
È il comune più esteso della Corsica con ben 200,4 km² di superficie.
Sartena è una delle poche città corse che non si affacciano sulla costa e si trova a 14 chilometri da Propriano. È sede di un ospedale situato a 5 km dal centro cittadino sulla D 21.

## Geografia fisica

### Territorio
Dal punto di vista dell'estensione territoriale, è l'undicesimo comune della Francia. Il suo litorale va dalla Cala d'Arana a nord fino alla Cala di Roccapina a sud, comprendendo Capo Senetosa con il suo faro.

## Storia
Dominata da famiglie della nobiltà corsa che possedevano le terre coltivabili, ebbe grande splendore nel Basso Medioevo. Il feudalesimo vanificò a Sartena le spinte indipendentiste di Sampiero Corso e di Pasquale Paoli, determinando lo schieramento cittadino favorevole prima a Genova e poi alla Francia. Subì scorrerie piratesche nel 1583 da parte dei barbareschi che la devastarono e trassero in schiavitù 400 abitanti nel 1732, quando tutta la zona circostante fu devastata. Nel 1768 entrò a far parte della Francia. Durante gli anni 1830-1840 si ebbero feroci scontri tra popolo e nobiltà.

## Monumenti e luoghi d'interesse
- Area archeologica di Cauria dove sono presenti gli allineamenti neolitici di I Stantari e di Rinaiu.
- Ponte Spin' a Cavallu

## Società

### Evoluzione demografica

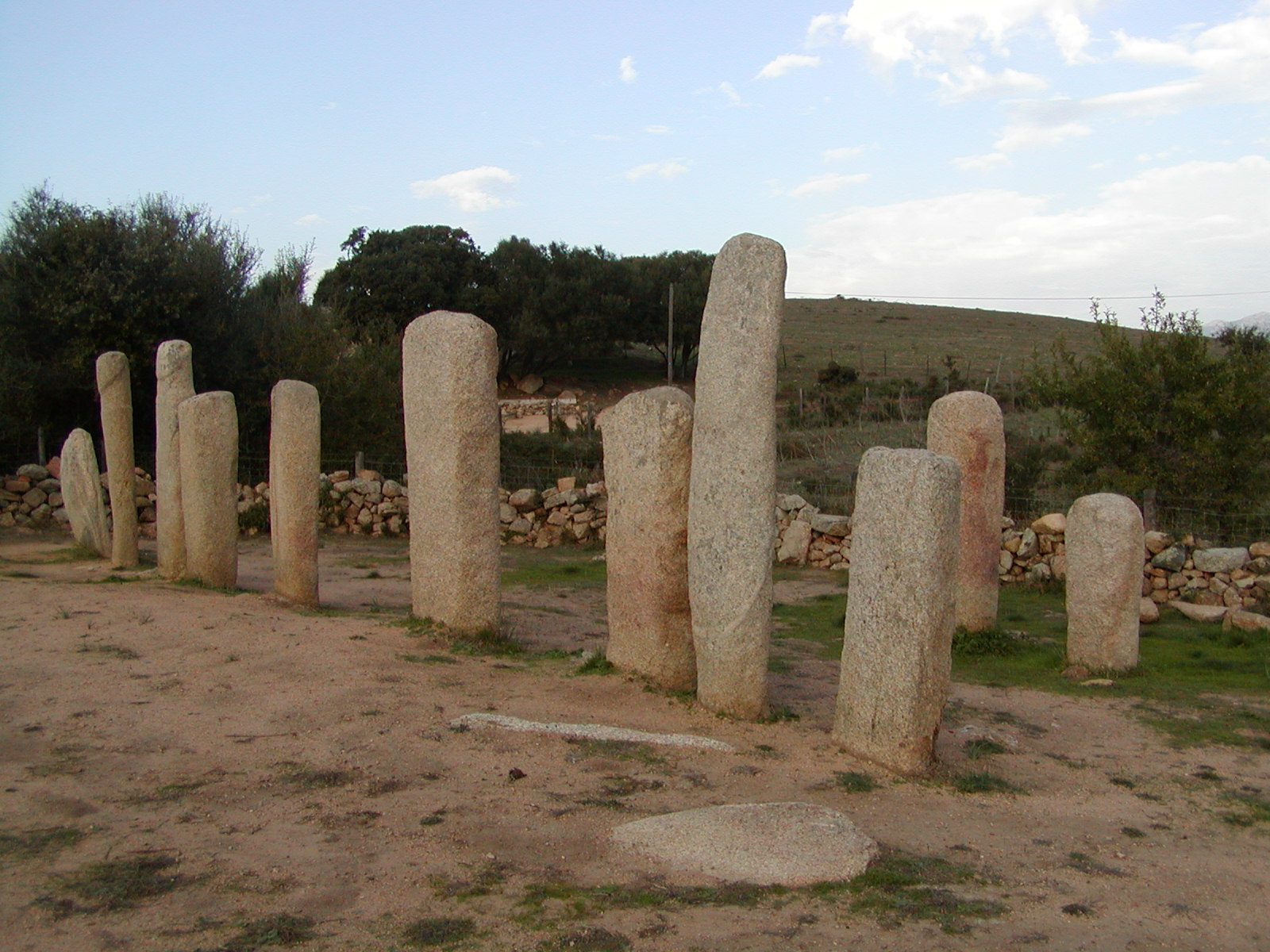
I Stantari.

Abitanti censiti

## Cultura

### La processione delCatenacciu
È la processione con la rappresentazione della Passione di Cristo che si svolge durante il Venerdì santo (Venneri Santu o  Vennaressantu in corso). Un uomo impersona Gesù che deve portare una croce pesante circa 30 chili e ha una catena legata ai piedi nudi; il figurante percorre 1,8 km e deve cadere tre volte durante il cammino, come Cristo.

## Geografia antropica

### Frazioni
- Bergerie, frazione presso la valle del torrente Ortolo raggiungibile con la D 48a
- Bocca Albitrina, frazione sul passo omonimo lungo la N 196 tra Sartene e Giuncheto
- Giovighi, frazione isolata nella valle del torrente Ortolo
- Mola, frazione isolata nella valle del torrente Ortolo tra i comuni di Giuncheto e Foce
- Orasi, frazione sulla N 196 vicino a Giuncheto
- Roccapina, sulla N 196 presso il confine da Monacia d'Aullene
- Serragia, sulla N 196 nella valle del torrente Ortolo
- Tizzano, l'unica frazione sul mare, è raggiungibile da Sartena con la D 48
- Zivia, frazione isolata nei pressi di Tizzano